# Panzergrenadierbrigade 32
Die Panzergrenadierbrigade 32 (PzGrenBrig 32) war bis 1996 eine aktive Brigade des deutschen Heeres mit Sitz des Stabes in Schwanewede. Die Truppenteile waren mit Masse in Bremen und dem niedersächsischen Umland stationiert. Die Brigade war die meiste Zeit der 11. Panzergrenadierdivision unterstellt.

## Geschichte

### Vorgeschichte als Kampfgruppe in der Heeresstruktur 1
Zur Einnahme der Heeresstruktur 1 wurde die Panzerkampfgruppe B 3 zum 16. Juli 1956 mit Standort des Stabes in der Kaserne Auf der Freiheit in Schleswig neu aufgestellt. Die Panzerkampfgruppe B 3 wurde der 3. Panzerdivision unterstellt. Im Februar 1958 verlegte der Stab der Panzerkampfgruppe B 3 in die Lützow-Kaserne nach Schwanewede. Die Stabskompanie verlegte am 3. April 1958 ebenfalls nach Schwanewede.
Die Panzerkampfgruppe B 3 gliederte sich ab 1958 in folgende Truppenteile:
- Kampfgruppenstab Panzerkampfgruppe B 3, Schwanewede[2]
  -  Stabskompanie, Schwanewede[2]
  -  Panzerbataillon 13,[2] Flensburg/Boostedt[1]
  -  Panzergrenadierbataillon 13,[2] Schleswig/Hemer[1]
  -  Panzerbataillon 23,[2] Hamburg/Schwanewede[1]
  -  Panzergrenadierbataillon 23,[2] Hamburg/Schwanewede[1]

### Heeresstruktur 2
Zur Einnahme der Heeresstruktur 2 wurde zum 16. März 1959 die Panzerkampfgruppe B 3 in die Panzergrenadierbrigade 32 umgegliedert.
Es unterstanden ihr 1959 folgende Einheiten:
- Stabskompanie (1956 in Schleswig)
- Panzergrenadierbataillon 322 (1959 in Schwanewede aus Teilen Grenadierbataillon 61 und Panzergrenadierbataillon 13)
- Panzergrenadierbataillon 323 (Aufstellung 1958 in Hamburg)
- Panzerbataillon 324 (ehem. Panzerbataillon 23)
- Panzerjägerkompanie 320 (1959 in Schwanewede aus Teilen Panzerjägerbataillon 3)
- Versorgungsbataillon 326 (1959 in Delmenhorst)
- Panzeraufklärungskompanie 320 (1959 in Barme)
- Panzerpionierkompanie 320 (1959 in Barme aus Teilen des schweren Pionierbataillons 719)

Die Brigade wurde zur 11. Panzergrenadierdivision zugeordnet. 1960 verlegte das Versorgungsbataillon 326 den Standort nach Bremen.
1961 verlegte die Panzeraufklärungskompanie 320 den Standort von Barme nach Schwanewede. 1963 wurde sie jedoch aufgelöst und Teile der Stabskompanie als Spähzug eingegliedert. 1961 wurde das Feldartilleriebataillon 325 in Schwanewede neu aufgestellt. 1964 wurde der ABC-Abwehrzug 320 in Barme aufgestellt und verlegt nach Schwanewede. 1966 wurde dieser Zug zur ABC-Abwehrkompanie, jedoch 1971 (bereits Heeresstruktur III) aus der Brigade herausgelöst.

### Heeresstruktur 3
In der Heeresstruktur 3 gab das Versorgungsbataillon 326 die 2. (Sanitäts-)Kompanie an das Sanitätsbataillon 11 ab. Außerdem wurde 1971 das Feldartilleriebataillon 325 zum Panzerartilleriebataillon 325 und verlegte 1973 nach Neuenkirchen. 1972 wurde aus der Stabskompanie wieder ein selbständiger Panzerspähzug 320 ausgegliedert, jedoch 1979 wieder eingegliedert. 1972 entstanden aus dem aufgelösten Versorgungsbataillon 326 die Instandsetzungskompanie 320 und die Nachschubkompanie 320. 1973 wurde das Panzergrenadierbataillon 321 außer Dienst gestellt. 1982 wechselte der Spähzug der Brigade von der Stabskompanie zum Panzeraufklärungsbataillon 11.

### Heeresstruktur 4
1982 führte die Brigade folgende Einheiten:
- Panzergrenadierbataillon 321 (Neuaufstellung 1981 in Schwanewede)
- Panzergrenadierbataillon 322
- Panzergrenadierbataillon 323
- Panzerbataillon 324
- Panzerartilleriebataillon 325
- Stabskompanie
- Panzerjägerkompanie 320
- Panzerpionierkompanie 320
- Instandsetzungskompanie 320
- Nachschubkompanie 320
- Feldersatzbataillon 114

Die Brigade umfasste im Herbst 1989 in der Friedensgliederung etwa 3150 Soldaten. Die geplante Aufwuchsstärke im Verteidigungsfall lag bei rund 3550 Mann. Zum Aufwuchs war die Einberufung von Reservisten und die Mobilmachung von nicht aktiven Truppenteilen vorgesehen. Zum Ende der Heeresstruktur 4 im Herbst 1989 war die Brigade weiter Teil der 11. Panzergrenadierdivision und gliederte sich grob in folgende Truppenteile:
- Stab/Stabskompanie Panzergrenadierbrigade 32, Schwanewede
  -  Panzerjägerkompanie 320, Schwanewede
  -  Panzerpionierkompanie 320, Dörverden
  -  Nachschubkompanie 320, Schwanewede
  -  Instandsetzungskompanie 320, Schwanewede
  -  Panzergrenadierbataillon 321 (teilaktiv), Schwanewede
  -  Panzergrenadierbataillon 322, Schwanewede
  -  Panzergrenadierbataillon 323, Schwanewede
  -  Panzerbataillon 324, Schwanewede
  -  Panzerartilleriebataillon 325, Schwanewede

### Heeresstruktur 5 bis zur Auflösung
1993 wird die Brigade der 1. Panzerdivision unterstellt. Die Brigade erhält dabei das in ein nichtaktives Panzerbataillon umgegliederte Panzergrenadierbataillon 73, das Panzerbataillon 74 und die Panzerjägerkompanie 70 von der Panzergrenadierbrigade 7. Im Gegenzug werden das Panzerbataillon 324, das Feldersatzbataillon 114 und die Panzerjägerkompanie 320 außer Dienst gestellt. Die Instandsetzungskompanie 320 und die Nachschubkompanie 320 wurden außerdem dem Instandsetzungsbataillon 3 bzw. dem Nachschubbataillon 11 unterstellt. Die Stabskompanie, die Panzerpionierkompanie 320, das nichtaktive Panzergrenadierbataillon 322 und das Panzerartilleriebataillon 325 verbleiben bei der Brigade.
Die Panzergrenadierbrigade 32 wurde seit dem 1. Oktober 1996 im Standort Hamburg nur noch als nicht aktive Geräteeinheit geführt. Am 31. Dezember 2003 erfolgte die formale Auflösung.

## Kommandeure

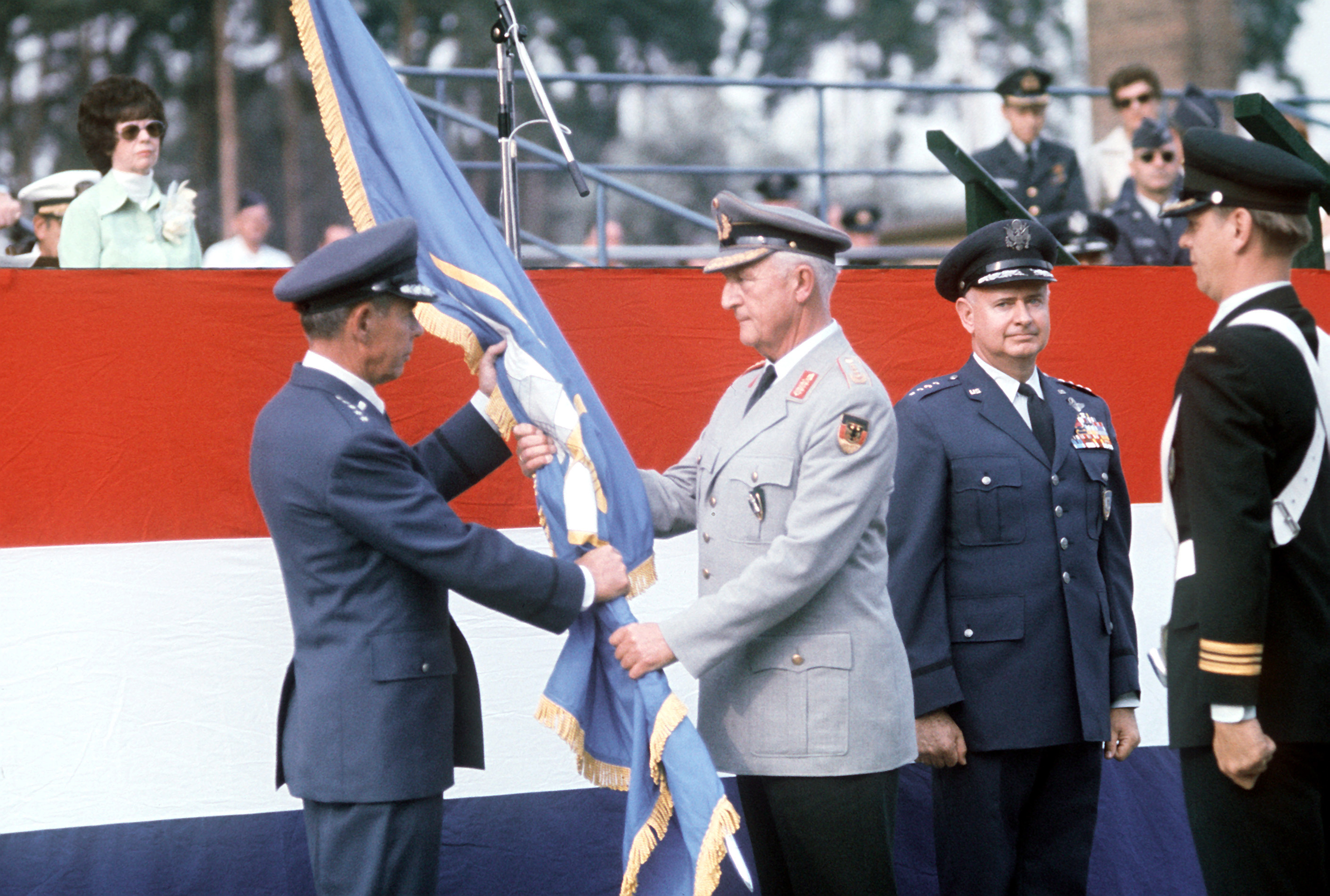
Ernst Ferber (hier beim Ausscheiden aus dem Dienst als Generalleutnant 1975, rechts an der Flagge) war von 1958 bis 1961 der zweite Kommandeur der Brigade

Die Kommandeure der Brigade waren (Dienstgrad bei Kommandoübernahme):
| Nr. | Name                             | Beginn der Berufung | Ende der Berufung  |
| --- | -------------------------------- | ------------------- | ------------------ |
| 12  | Oberst Jochen Schneider          | 1. Januar 1995      | 1996               |
| 11  | Brigadegeneral Friedmar Teßmer   | 1990                | 31. Dezember 1994  |
| 10  | Oberst Klaus Frühhaber           | 1987                | 1990               |
| 9   | Brigadegeneral Ekkehard Richter  | 24. März 1983       | 1987               |
| 8   | Oberst Horst Wallmann            | 11. März 1981       | 24. März 1983      |
| 7   | Brigadegeneral Gerhard Ohm       | 1. Dezember 1975    | 11. März 1981      |
| 6   | Brigadegeneral Günther Schmelzer | 1. Oktober 1970     | 30. November 1975  |
| 5   | Oberst Hermann Usener            | 2. November 1967    | 30. September 1970 |
| 4   | Brigadegeneral Heinz Karst       | 27. September 1963  | 2. November 1967   |
| 3   | Oberst Voigt                     | 1. Juli 1961        | 27. September 1963 |
| 2   | Oberst Ernst Ferber              | 1. November 1958    | 30. Juni 1961      |
| 1   | Oberst Helmut Wolff              | 16. Juli 1956       | 31. Oktober 1958   |

## Verbandsabzeichen

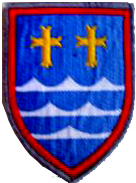
Gewebtes Verbandsabzeichen für den Dienstanzug

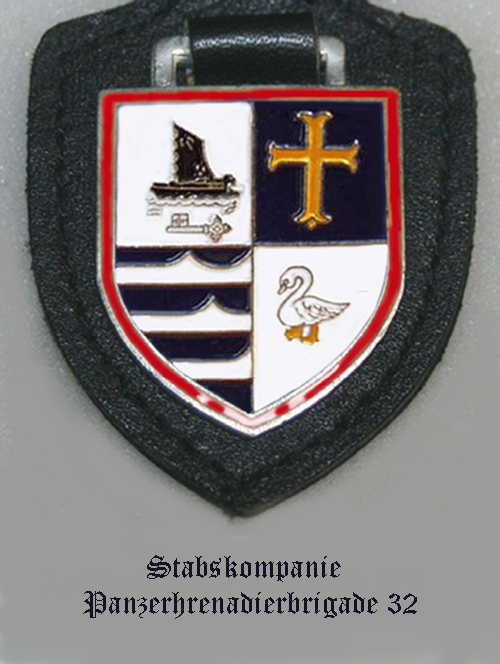
Internes Verbandsabzeichen des Stabes/Stabskompanie

Die Blasonierung des Verbandsabzeichens für den Dienstanzug der Angehörigen der Panzergrenadierbrigade 32 lautete:
 Rot bordiert, in Blau drei goldene Kreuze über drei silbernen Wellenfäden im Schildfuß.
Die Steckkreuze standen für das Oldenburger Land. Die Kreuze wurden auch als Nagelspitzkreuze oder Delmenhorster Kreuze wegen des Kreuzes im Wappen der Grafschaft Delmenhorst bezeichnet. Sie wurden ähnlich im Landeswappen Oldenburgs und im Wappen des Landkreises Oldenburg dargestellt. Die Verbandsabzeichen der Division und der unterstellten Brigaden waren bis auf die Borde identisch. In der Tradition der Preußischen Farbfolge erhielt das Verbandsabzeichen der Panzergrenadierbrigade 32 als „zweite“ Brigade der Division einen roten Bord.
Da sich die Verbandsabzeichen der Brigaden der Division nur geringfügig unterschieden, wurde stattdessen gelegentlich auch das interne Verbandsabzeichen des Stabes bzw. der Stabskompanie pars pro toto als „Abzeichen“ der Brigade genutzt. Es zeigte die aus dem Verbandsabzeichen bekannten Kreuze, Wellenfäden und den roten Bord. Der Schwan ähnelte dem Wappentier im Schwaneweder Wappen. Torfkahn mit Segel und Schlüssel sind dem Wappen des Landkreises Osterholz entnommen.